# Stramonita haemastoma
Stramonita haemastoma là một loài ốc biển săn mồi, là động vật thân mềm chân bụng sống ở biển trong họ Muricidae, họ ốc gai.

## Miêu tả
Loài này có kích thước giữa 22 mm và 120 mm

## Phân bố
Loài này phân bố rộng khắp khu vực phía tây của Trung Đại Tây Dương. Các vùng có loài này bao gồm Biển Caribe, North Carolina và Florida, Bermuda và toàn bộ ven biển Brasil, bao gồm các đảo Abrolhos và Fernando de Noronha. Nó cũng được tìm thấy ở Tây Phi nhiệt đới và tây nam châu Phi, bao gồm Cape Verde và Angola, và cũng có ở các vùng nước châu Âu, bao gồm quần đảo Macaronesian, Địa Trung Hải và bờ biển tây nam của Apulia.

## Phân loài
Stramonita haemastoma có các phân loài sau:
- Stramonita haemastoma floridana (Conrad, 1837)
- Stramonita haemastoma haemastoma (Linnaeus, 1767)